# Stefana Quinzani
Stefana Quinzani (Orzinuovi, 5 febbraio 1457 – Soncino, 2 gennaio 1530) è stata una religiosa italiana, venerata come beata dalla Chiesa cattolica.

## Biografia
Proveniva da una famiglia di contadini originaria di Quinzano d'Oglio da cui appunto è detta "Quinzani" (cioè "di Quinzano"). Figlia di Lorenzo e Savia Sciani. Una consolidata tradizione tramanda che la famiglia si trasferì da Quinzano d'Oglio a Orzinuovi pochi mesi prima della nascita di Stefana (il trasferimento avvenne nel novembre del 1456 e la nascita fu poi a febbraio 1457). Tutt'oggi a Quinzano un'iscrizione segnala la casa della famiglia in quella che è oggi "via Beata Stefana".
Da giovane aiutò la famiglia nel lavoro dei campi.
Morì pronunziando le parole di Gesù in croce: “In manus tuas Domine, commendo spiritum meum!”.

## Leggende devozionali e culto
A sette anni Stefana fece voto di castità, e si narra che Gesù, apparendole, le mise al dito un anello prezioso. A 15 anni prese l'abito del Terz'Ordine domenicano.
Visse a lungo a Crema poi si trasferì a Soncino dove fondò il convento delle domenicane intitolandolo a San Paolo e lo guidò per molti anni divenendo esempio di santità.
Un giorno Gesù, apparendole, le avrebbe detto: “Figliola, tu mi hai fatto il dono, completo della tua volontà, quale ricompensa desideri?”; “Non voglio altra mercede che Te medesimo”, rispose Stefana.
Dopo la sua morte nelle zone in cui è vissuta, tra bassa bresciana occidentale, alto cremonese e cremasco, è iniziato il culto popolare nei suoi confronti. È salita all'onore degli altari con papa Benedetto XIV il 14 dicembre 1740. Le sue reliquie, dapprima conservate nella cappella ducale di San Liborio di Colorno, nel 1988 sono state riportate a Soncino, conservate nella chiesa dei domenicani dedicata a San Giacomo. Un osso della tibia sinistra è conservato fin dal 1908 a Quinzano d'Oglio nella chiesa dedicata a San Rocco costruita in luogo adiacente alla casa della famiglia della Beata Stefana.
La memoria liturgica per la diocesi di Cremona è il 2 gennaio, mentre per le diocesi di Crema e Brescia è il 16 giugno.